# Dom zly
Dom zly es una película polaca de terror y drama de 2009 dirigida por Wojciech Smarzowski.

## Reparto
- Arkadiusz Jakubik como Edward Środoń
- Marian Dziędziel como Zdzisław Dziabas
- Kinga Preis como Bożena Dziabasowa
- Bartłomiej Topa como Mróz
- Katarzyna Cynke como Maria Lisowska / Grażyna Środoniowa
- Robert Wabich como Lisowski
- Robert Więckiewicz como Fiscal Tomala
- Eryk Lubos
- Grzegorz Wojdon
- Robert Wabich
- Katarzyna Cynke
- Krzysztof Czeczot
- Lech Dyblik
- Marek Juchniewicz
- Bartosz Żukowski
- Sławomir Orzechowski
- Przemysław Witowski
- Anna Grzeszczak-Hutek
- Krzysztof Domaszczyński
- Mariusz Jakus
- Dorota Piasecka
- Paweł Miśkowiec
- Agnieszka Matysiak
- Jerzy Rogalski
- Maciej Maciejewski
- Michał Gadomski
- Zbigniew Paterak